# Tawakkol Karman
Tawakkol Abdel-Salam Karman, aussi orthographié Tawakkul ou Tawakel (en arabe : توكل كرمان), née le 7 février 1979 à Ta'izz au Yémen, est une journaliste, militante et femme politique yéménite.
Proche du parti des frères musulmans, engagée dans la défense des droits des femmes, fondatrice en 2005 du groupe Femmes journalistes sans chaînes, elle est une personnalité politique, membre du parti islamique Al-Islah, récipiendaire du prix Nobel de la paix en 2011, conjointement avec les Libériennes Ellen Johnson Sirleaf et Leymah Gbowee. En 2011, certains Yéménites l'auraient surnommée "Femme de fer" et "Mère de la révolution". Primée à 32 ans, elle est l’une des plus jeunes lauréates du prix Nobel de l’histoire.

## Biographie
Tawakkol Karman est née le 7 février 1979 à Shara'b As Salam, gouvernorat de Ta'izz (Yémen),. Elle a grandi près de Ta'izz, qui est la troisième plus grande ville du Yémen et est décrite comme un lieu d'apprentissage dans un pays conservateur. Elle a étudié à Taiz. Elle est la fille d'Abdel Salam Karman, avocat et homme politique, qui a autrefois servi puis démissionné de son poste de ministre des Affaires juridiques dans le gouvernement d'Ali Abdullah Saleh. Elle est la sœur de Tariq Karman, qui est poète, et de Safa Karman, avocate, première citoyenne yéménite diplômée de la Harvard Law School. Safa est également journaliste et travaille comme journaliste pour Al-Jazeera. Elle est mariée à Mohammed al-Nahmi et est mère de trois enfants.
Tawakkol Karman a obtenu un diplôme de premier cycle en commerce de l'Université des sciences et de la technologie, un diplôme d'études supérieures en sciences politiques de l'Université de Sanaa. En 2012, elle a reçu un doctorat honorifique en droit international de l'Université de l'Alberta au Canada.
Lors d'une manifestation en 2010, une femme a tenté de la poignarder avec un jambiya, mais les partisans de Karman ont réussi à arrêter l'agression.
Selon Tariq Karman, « un haut responsable yéménite » a menacé de mort sa sœur Tawakkol lors d'un appel téléphonique le 26 janvier 2011 si elle continuait ses protestations publiques. Selon Dexter Filkins (en), écrivant dans le New Yorker, le responsable en question était le président Saleh.
Elle siège depuis 2020 au conseil de surveillance de Facebook,.

### Femmes journalistes sans chaînes
Sa famille est originaire de la province de Karaman en Turquie.
Tawakkol Karman a cofondé le groupe de défense des droits humains Femmes journalistes sans chaînes (WJWC) en 2005 avec sept autres journalistes, pour défendre en premier lieu la liberté de pensée et d'expression,. Elle reçoit des menaces et des offres de corruption des autorités par téléphone et par courrier, car elle dénonce l'interdiction par le ministère de l'Information de la création d'un journal et d'une radio. De 2007 à 2010, elle participe ou appelle régulièrement à des manifestations ou des sit-ins sur la place de la Liberté à Sanaa, devant le bâtiment du gouvernement.

### Révolution de 2011
Pendant les manifestations de 2011, Tawakkol Karman organise des rassemblements d'étudiants à Sanaa pour protester contre Ali Abdullah Saleh et son gouvernement. Elle est arrêtée, puis remise en liberté conditionnelle le 24 janvier. Elle dirige un nouveau rassemblement le 29 janvier, où elle appelle à un « jour de colère » pour le 3 février inspiré de celui de la révolution égyptienne, elle-même provoquée par la révolution tunisienne.
Le 4 août 2013, elle est refoulée à l'aéroport international du Caire alors qu'elle vient apporter son soutien à Mohamed Morsi, qui a été renversé un mois plus tôt lors du coup d'État du 3 juillet 2013 en Égypte,.

### Conflit égyptien
En réponse aux manifestations égyptiennes de 2012-2013 et au coup d'État égyptien de 2013, Tawakkol Karman a soutenu les manifestations demandant la démission du président égyptien Mohamed Morsi le 30 juin, mais a critiqué la décision des militaires de renverser Morsi et de suspendre la Constitution égyptienne, et d'interdire aux Frères musulmans de participer à la politique égyptienne, citant que Morsi a été le premier dirigeant démocratiquement élu de l'Égypte, la constitution a été soutenue par 60% des personnes qui ont voté lors d'un référendum public et que le coup d'État pourrait faire perdre la foi en la démocratie, des groupes extrémistes pour prospérer. Elle a tenté d'entrer en Égypte pour participer à des manifestations contre le coup d'État, mais elle a été interdite de le faire par l'armée égyptienne pour des "raisons de sécurité" et a été renvoyée à Sanaa. Elle a ensuite dénoncé l'arrestation par des militaires de hauts responsables des Frères musulmans et le recours à la violence par les militaires contre des manifestants dans des sites occupés principalement par des partisans de Morsi.

### Guerre civile yéménite
Tawakkol Karman dénonce régulièrement l'insurrection chiite au Yémen et Al-Qaïda dans la péninsule arabique, les qualifiant de menaces pour la souveraineté nationale du Yémen. Elle a condamné les groupes pour ce qu'elle dit être leurs efforts pour déstabiliser le pays et renverser le gouvernement yéménite. Elle a accusé les Houthis de recevoir une aide étrangère du gouvernement iranien et s'oppose à ce qu'elle pense être des efforts étrangers pour laisser les Houthis tranquilles, car ils se battent également contre Al-Qaïda. Après l'annonce de l'intégration des Houthis dans l'armée yéménite, Karman a déclaré qu'il ne devrait pas y avoir d'intégration si les Houthis ne veulent pas rendre leurs armes. En réponse aux événements de janvier 2015 du coup d'État yéménite de 2014-2015, elle a parlé de ce qu'elle pense être la collaboration entre l'ancien président Saleh et les rebelles houthis pour annuler la révolution de 2011 en mettant fin au processus de transition. Malgré la guerre civile, Karman reste optimiste pour l'avenir de son pays. « C'est très triste, tout ce meurtre, toute cette guerre », a-t-elle déclaré dans une interview au Journal of Middle Eastern Politics and Policy en 2016, « mais en même temps, nous ne perdons pas espoir, […] et nous ne perdons pas notre rêve. »
Karman s'oppose souvent à la politique américaine sur les drones au Yémen, qualifiant leur utilisation d'« inacceptable » et a fait valoir que leur utilisation dans des zones peuplées viole les droits de l'homme et les lois internationales. Après une augmentation du nombre de frappes de drones en août 2013, elle a appelé à l'arrêt immédiat de toutes les frappes, proclamant que les bombardements minaient la souveraineté du Yémen et contribuaient à l'augmentation des recrues d'Al-Qaïda dans le pays.
Elle a condamné l'intervention dirigée par l'Arabie saoudite au Yémen, déclarant : « Malheureusement, cette coalition traite cette guerre comme une bataille pour tirer des bombes et lancer des missiles, ignorant les conséquences. » Elle a appelé à « l'arrêt immédiat » des frappes aériennes de la coalition.
En mars 2017, elle affirme dans une interview au journal suisse Le Temps que son but est de « restaurer l'État » pour « garantir les libertés » des hommes et des femmes, et qu'à ce moment-là, elle pourrait envisager de se lancer en politique.
Le 4 février 2018, lors de la guerre civile yéménite, elle accuse l'Arabie saoudite et les Émirats arabes unis de commettre une « invasion et une influence détestables », ce qui lui vaut d'être suspendue du parti. Un peu plus tard, elle réitère ses propos, accusant la coalition d'avoir profité du coup d'État des Houthis pour occuper le pays et mettre son président en résidence surveillée.

### Prix Nobel de la Paix 2011
Tawakkol Karman devient en 2011 la première femme arabe, la plus jeune (à 32 ans) et la deuxième femme musulmane, à obtenir le prix Nobel de la Paix. Elle est la troisième journaliste à recevoir le prix Nobel après Bertha von Suttner en 1905 et Emily Greene Balch en 1946.
Le prix lui est décerné conjointement avec Ellen Johnson Sirleaf et Leymah Gbowee, « pour leur lutte non violente pour la sécurité des femmes et pour le droit des femmes à participer pleinement aux travaux de consolidation de la paix ». Au sujet de Karman, le comité Nobel déclare : « dans les circonstances les plus difficiles, avant et pendant le printemps arabe, Tawakkul Karman a joué un rôle de premier plan dans la lutte pour les droits des femmes et pour la démocratie et la paix au Yémen. » Le Comité Nobel cite la résolution 1325 du Conseil de sécurité des Nations unies, adoptée en 2000, qui mentionne que les femmes et les enfants souffrent beaucoup de la guerre et de l'instabilité politique et que les femmes doivent avoir une influence et un rôle plus importants dans les activités de rétablissement de la paix, et « appelle également tous les acteurs impliqués, lors de la négociation et de la mise en œuvre des accords de paix, à adopter une perspective de genre ».
Lors de l'annonce du prix, le président du comité, Thorbjørn Jagland, déclare : « nous ne pouvons parvenir à la démocratie et à une paix durable dans le monde que si les femmes obtiennent les mêmes opportunités que les hommes d'influencer les développements à tous les niveaux de la société. » Il ajoute que le prix représente « un signal très important pour les femmes du monde entier » et que, malgré les événements du printemps arabe, « il y a beaucoup d'autres développements positifs dans le monde que nous avons examinés. Je pense qu'il est un peu étrange que les chercheurs et les autres ne les aient pas vus. »
La dotation de 10 millions de couronnes suédoises est répartie équitablement entre les trois récipiendaires.

### Affiliations
Tawakkol Karman a été membre du parti Al-Islah, et plus particulièrement élue membre du conseil consultatif d'Al-Islah en 2007. Elle quitte le parti début 2011 lors du soulèvement.

### Philanthropie
Le 13 février 2023, Tawakkol Karman, en collaboration avec la présidence turque de la gestion des catastrophes et des urgences (AFAD), a construit 50 abris temporaires pour les victimes du séisme brutal entre la Turquie et la Syrie du 6 février 2023. Sa fondation a également envoyé des convois de secours dans les zones touchées par le séisme en Turquie et en Syrie.